# 搜狗拼音输入法
搜狗拼音输入法是2006年6月由搜狐公司推出的一款汉语拼音输入法。搜狗输入法从一开始偏向于詞語輸入特性，发展到后来配备云输入功能的以整句输入为优势的输入法，是中国大陆市场主流的漢語拼音輸入法。根據極光大數據的《2018年輸入法app行業研究報告》搜狗输入法app的滲透率為69.8%，月活躍用戶人數為4.6億。

## 事件

### 词库事件
2007年4月4日，Google公司推出谷歌拼音输入法（以下简称“谷歌拼音”），随后就有网友根据使用情况反应：谷歌拼音的词库极其类似搜狗拼音的词库。4月8日，搜狐公司发表公开声明，说他们已从技术层面检测出谷歌拼音的确盗用了搜狗拼音的词库，他们表示强烈不满。当天下午，Google出面承认谷歌拼音在实验阶段的确使用了第三方词库。搜狐公司表示，Google不仅盗用了词库，还侵犯了其输入法的知识产权，要求Google公司停止开发输入法。4月9日，谷歌发布声明道歉，并称8日更新时已升级了词库。

### 起诉腾讯
2009年6月23日，搜狗以拼音输入法不正当竞争为由，向北京市第二中级人民法院提起诉讼，状告深圳市腾讯计算机系统有限公司、北京奥蓝德信息科技有限公司，要求赔偿以及道歉，索赔金额高达2051万余元以上。腾讯表示这是搜狗为遏制QQ拼音发展势头，并且暗示这是搜狗的恶意中伤。
2009年11月13日，腾讯向北京市第一中级人民法院提起诉讼，要求判令搜狗拼音输入法停止虚假宣传行为、停止恶意干扰用户选择QQ拼音输入法等，并向腾讯公司支付2000万元赔偿。
2010年6月21日，北京市第一中级人民法院认定北京搜狗科技发展有限公司、北京搜狗信息服务有限公司的行为构成不正当竞争，判决两被告共同赔偿原告腾讯经济损失20万元及诉讼合理支出4万元。
2010年6月22日，北京市第二中级人民法院判决腾讯停止“QQ拼音软件输入法”的下载服务，并赔偿搜狗经济损失20万元及诉讼支出3万1千元。

## 双拼方案
搜狗拼音输入法支持多种双拼方案，也包含了一种原创的双拼方案，名为搜狗拼音双拼方案。其键位图为：

## 评价
搜狗拼音一开始的发展十分迅速，仅仅半年时间就发布了十多个版本。但这个时期的发展多数得益于对拼音加加输入法和紫光拼音输入法的模仿学习。

## 争议
社会对搜狗拼音的评价褒贬不一。含有引诱用户以抢占输入法首位、无法彻底关闭自动升级、弹出弹窗广告、捆绑软件（如：搜狗浏览器、搜狗手机助手）的行为。
2016年5月，有用户发现搜狗拼音输入法会以明文的方式上传用户输入的内容（无论用户是否加入“用户体验改进计划”）。

## 参閱
- 搜狗手机输入法
- 搜狗云输入法
- 搜狗五笔输入法
- 搜狗輸入法注音版

## 外部連結
- 官方网站 （页面存档备份，存于）